# Federico I di Wettin
Federico I (960 circa – Eilenburg, 5 gennaio 1017) fu conte di Eilenburg.

## Biografia
Era figlio del conte Teodorico I e fratello di Dedo I di Wettin. La sua data di nascita è sconosciuta.
Insieme a suo fratello Dedo, amministrò il Burgward di Zörbig, che era stato dato in feudo ai loro antenati prima del 1009. Negli anni '70 del X secolo (973/78) Federico era forse il Vogt della cattedrale di Magdeburgo. Si oppose assieme ad altri grandi alle pretese di Enrico II il Litigioso; sempre in questo contesto, Wagio, cavaliere del duca Boleslao II, sostenitore di Enrico II, tornò a Meißen e chiese a Federico tramite un interprete di poter interloquire in una chiesa fuori città (la chiesa di San Nicola) con un amico e guardia del corpo (oltre che burgravio) del margravio Rikdag, zio di Federico: questo accettò ed uscì dall'abitato, venendo ucciso in un'imboscata presso il torrente Triebisch. Il fatto che Tietmaro dica che appena «[...] fu uscito, la porta si chiuse dietro di lui» potrebbe indicare un'allusione all'accettazione dell'atto, in quanto effettivamente Meißen si consegnò a Boleslao II ed esso le fornì una guarnigione, senza contare che, prima del colloquio con Federico, Wagio si era fermato a parlare con alcuni abitanti.
L'imperatore Enrico II gli affidò temporaneamente la supervisione del castello di Meißen nel 1009 e nel 1015 (in questo caso per quattro settimane). Nel 1012 Federico rimase accanto all'arcivescovo di Magdeburgo Waltardo poco prima che questo morisse.
Oltre ai suoi allodi, le basi del suo dominio includevano la civitas Eilenburg, a ovest dell'allora marca di Lusazia, così come il governo nel Gau Quezizi vicino a Eilenburg. Quando Federico morì nella notte tra il 5 e il 6 gennaio (Epifania) 1017, lasciò le sue proprietà allodiali alle sue tre figlie e trasferì Eilenburg a suo nipote Teodorico I, poiché non aveva discendenti maschi.